# Hylaeus scintilliformis
Hylaeus scintilliformis är en biart som först beskrevs av Cockerell 1913.  Hylaeus scintilliformis ingår i släktet citronbin, och familjen korttungebin. Inga underarter finns listade i Catalogue of Life.